# 青纳乡
青纳乡，是中华人民共和国四川省凉山彝族自治州冕宁县曾经下辖的一个乡。2019年12月，撤销青纳乡，所属行政区域划归锦屏镇管辖。

## 行政区划
青纳乡撤销前下辖以下地区：
马庄村、南安村、打药村、青丝塘村和海子村。